# Dichelacera variegata
Dichelacera variegata är en tvåvingeart som beskrevs av Burger 1999. Dichelacera variegata ingår i släktet Dichelacera och familjen bromsar. Inga underarter finns listade i Catalogue of Life.